# Svanholmen, Drottningholm

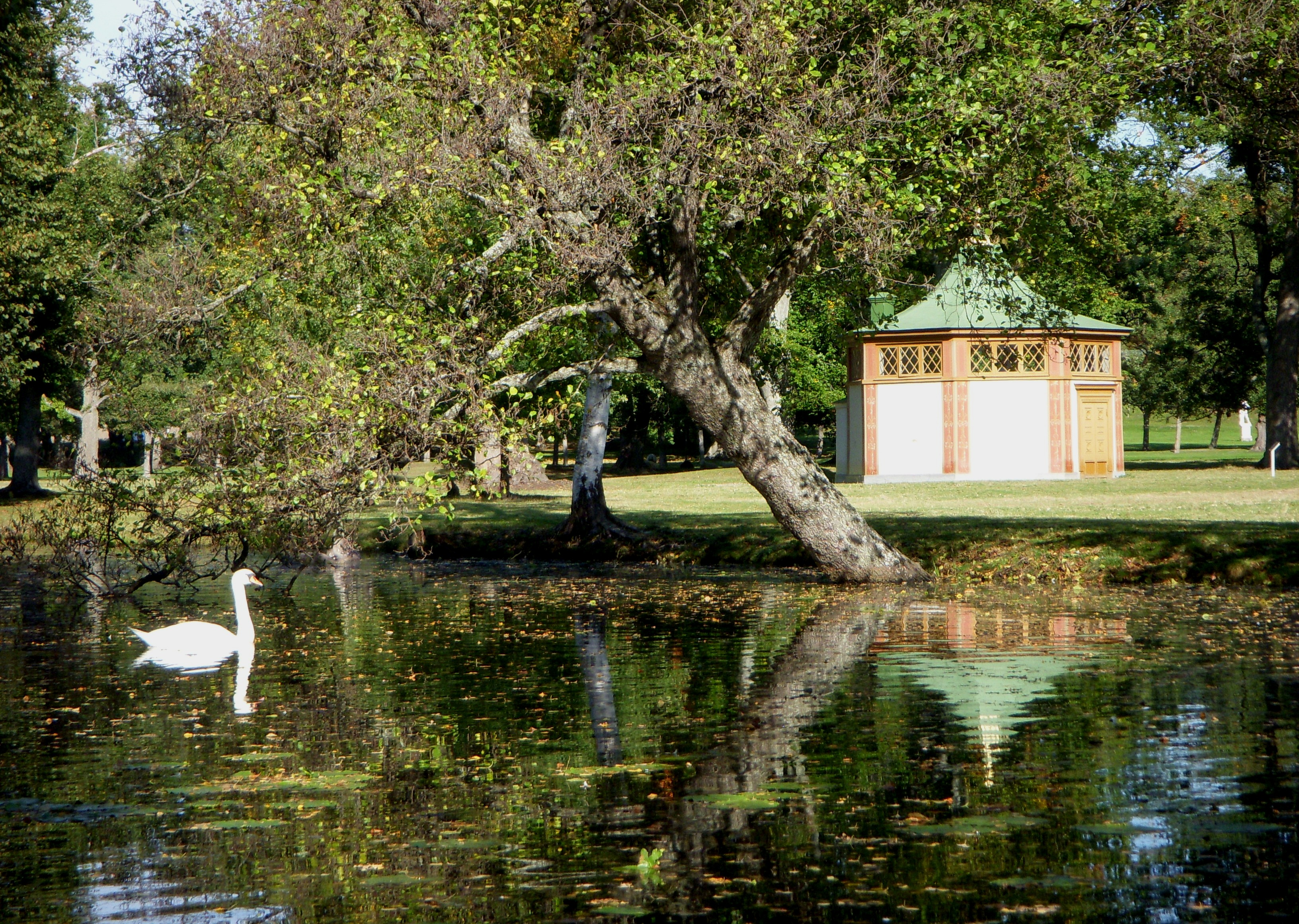
Svanholmen med svanhuset, 2011.

Svanholmen är en ö i engelska parken vid Drottningholms slott på Lovön, Ekerö kommun. Svanholmen ligger strax öster om Monumentholmen och är bebyggd med ett kinainspirerat svanhus från slutet av 1800-talet.  Byggnaden var vintervistelse för slottsparkens vingklippta knölsvanar.
I många slottspark i Europa byggdes under 1700- och 1800-talen inhägnader och paviljonger för exotiska djur. Anläggningarna kallades menagerier. I slottsparken för Drottningholm fanns bland annat fågelpaviljongen (en så kallad voliére) vid Kina slott och svanhuset på Svanholmen. Det liknar en kinesisk pagod och fungerade som vintervistelse för parkens knölsvanar. Huset innehöll ursprungligen en bassäng i mitten och tårtbitsformade inhägnader runtom för svanarna.  Under taket fanns en höskulle. På vintern värmdes huset med en kakelugn. Så bodde slottsparkens svanar på vintern fram till 1960-talet. 
Åren 2001-2004 genomfördes en restaurering av byggnaden, varvid även fasadernas dekorationsmålningar återställdes. Byggnaden är ett statligt byggnadsminne och ingår i världsarvet Drottningholm. Sommartid går kungens får här och betar, därför är holmen tillgänglig för allmänheten bara vintertid.

## Bilder

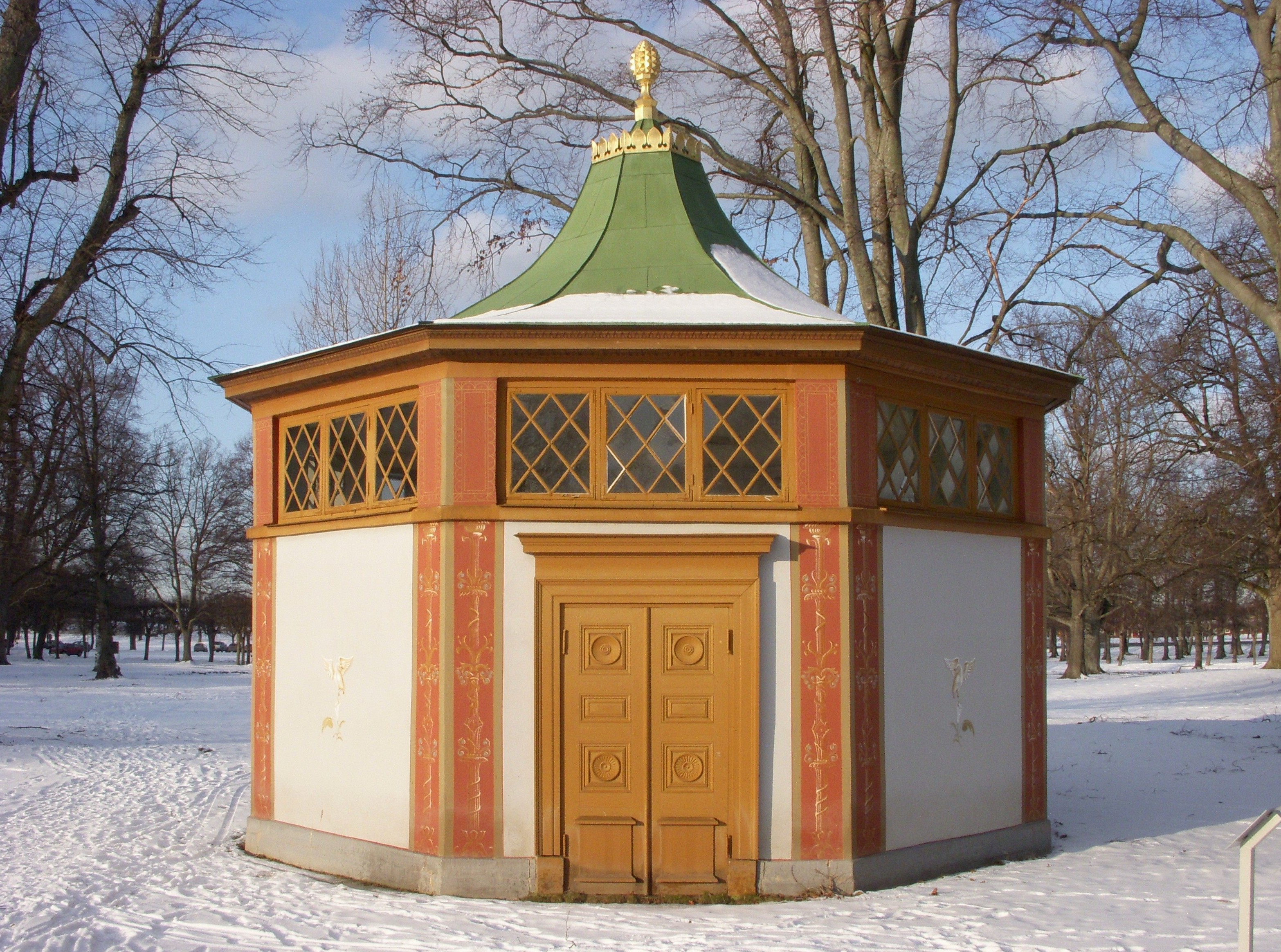
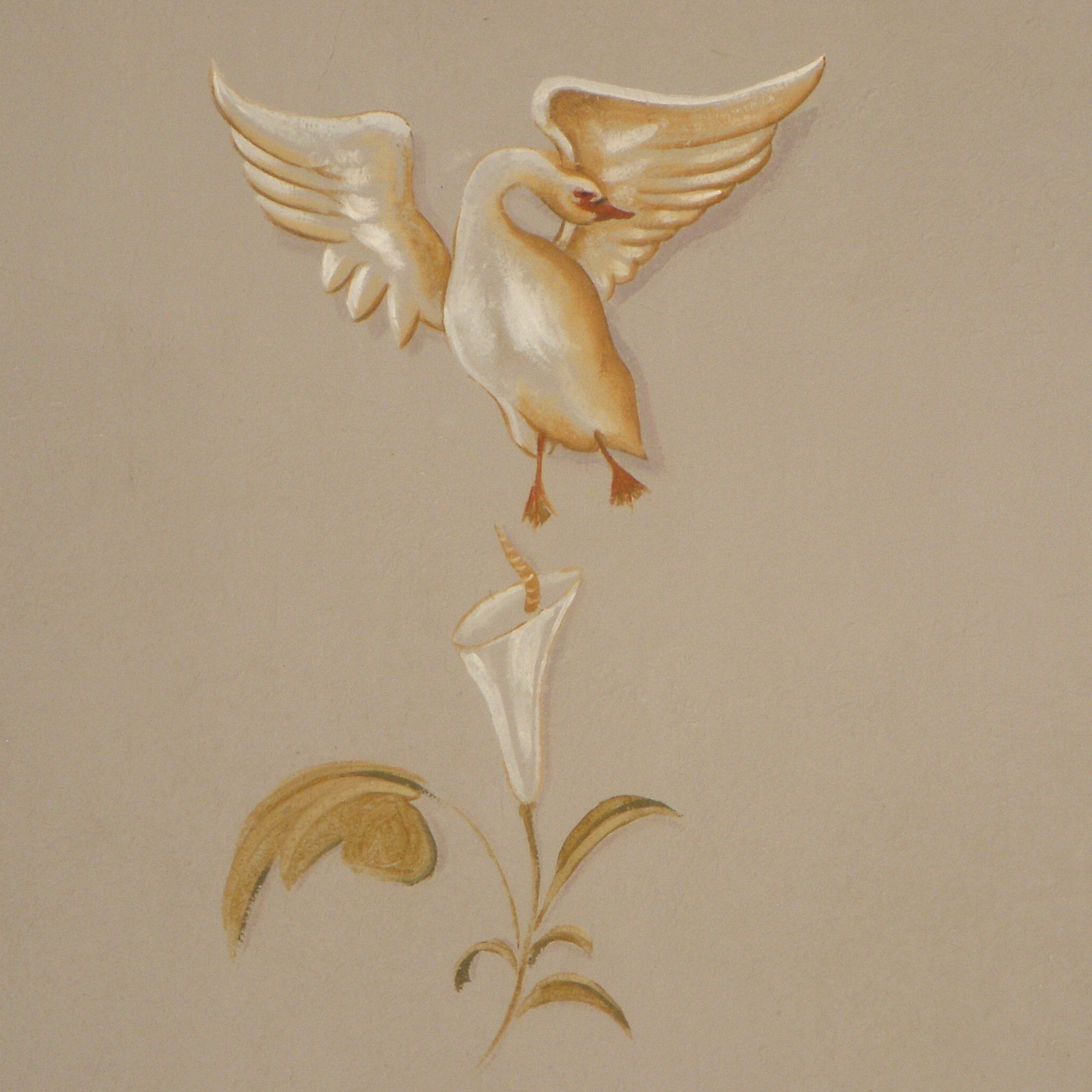
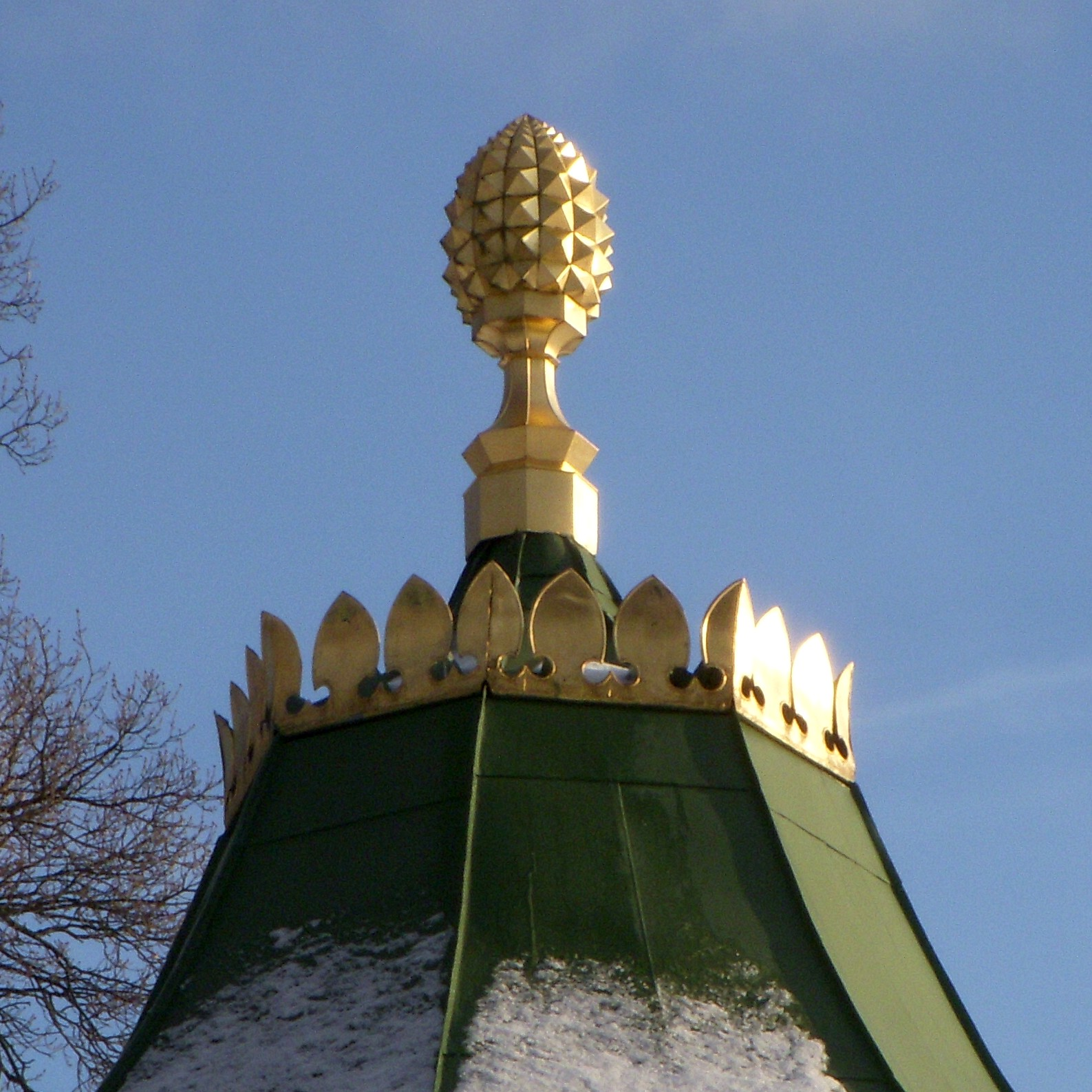
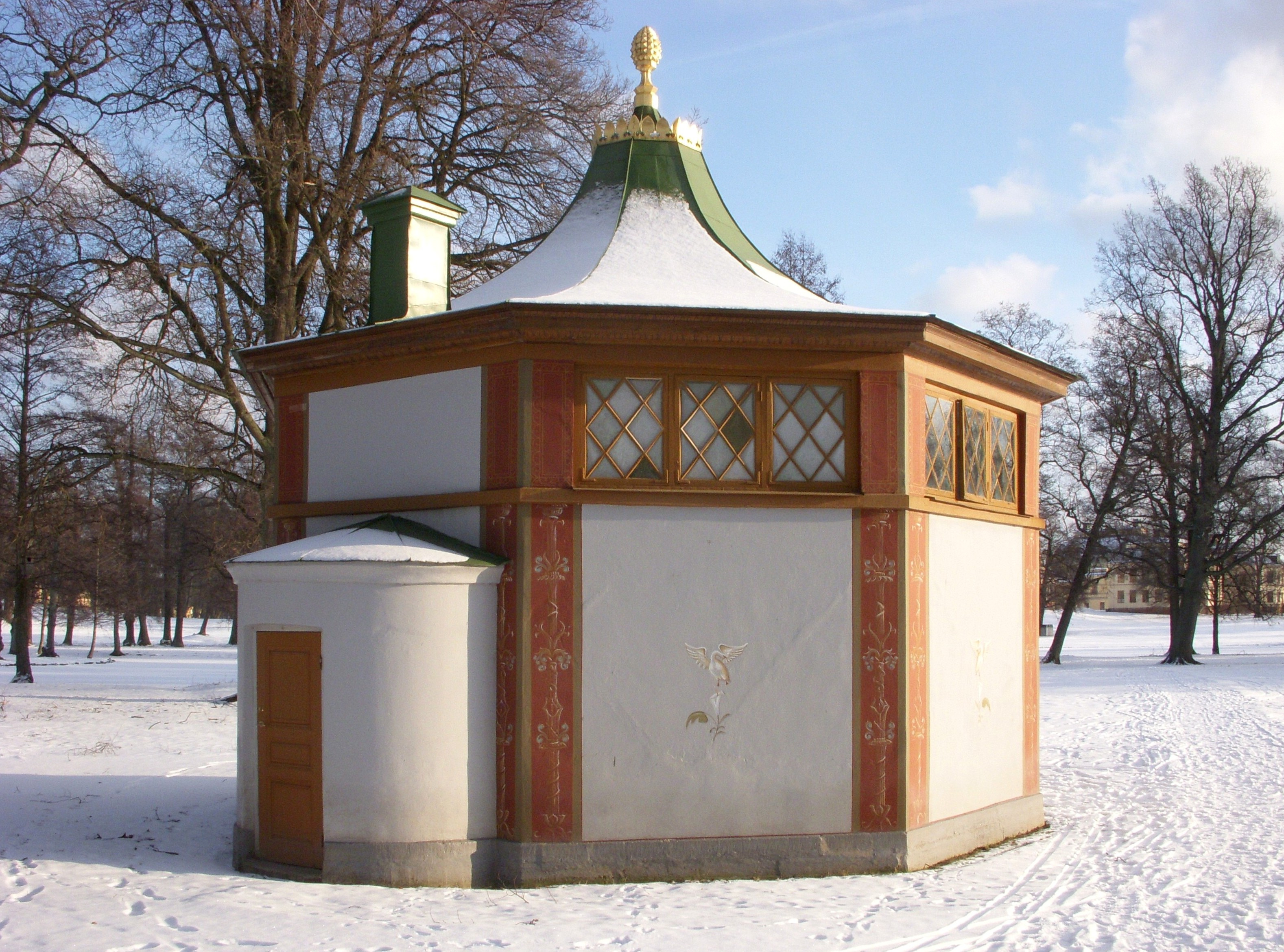

Svanhuset på vintern 2012.